# Kodak Black
Bill Kahan Kapri (ur. jako Dieuson Octave, 11 czerwca 1997 w Pompano Beach), znany pod pseudonimem Kodak Black – amerykański raper. Pierwszy rozgłos zyskał dzięki wydanemu w 2014 roku singlowi „No Flockin”. Jego debiutancki album Painting Pictures (2017) zajął 3. miejsce na liście Billboard 200 w USA i zawierał przebojowy singiel Billboard Hot 100 „Tunnel Vision”. Drugi album Kodaka Dying to Live (2018) zajął pierwsze miejsce na liście Billboard 200 jego singel „ZEZE” (z udziałem Travisa Scotta i Offseta), zajął drugie miejsce na liście Hot 100.

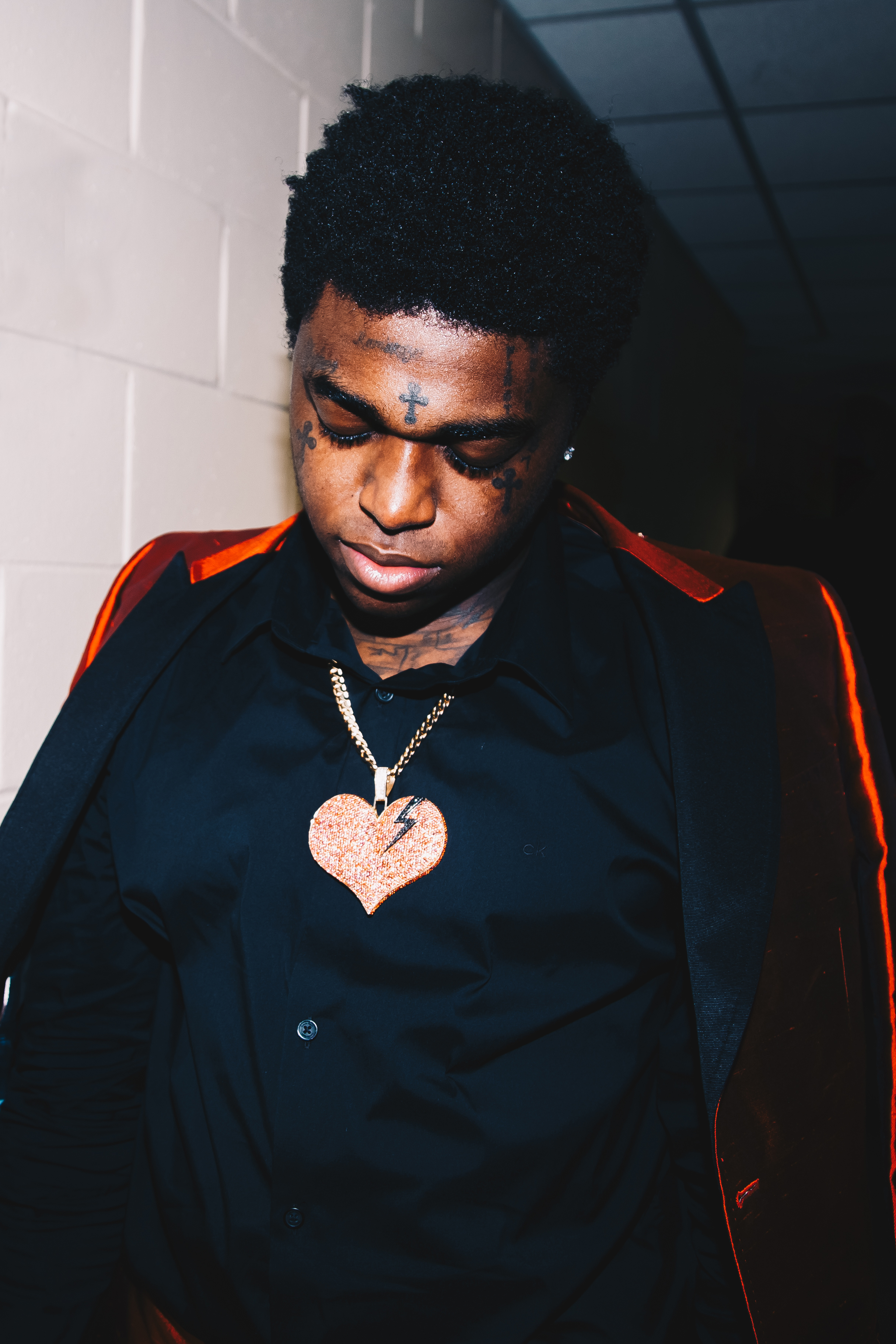
Kodak Black w 2019

Kariera Kodaka Blacka jest naznaczona okresami sukcesu w mainstreamie, a także publicznymi kontrowersjami i kwestiami prawnymi. Jego problemy prawne zaczęły się w gimnazjum i znacznie wzrosły pod koniec 2010 roku. W 2019 roku Black został aresztowany za posiadanie broni i skazany na prawie cztery lata więzienia federalnego. W więzieniu wydał swój trzeci album studyjny Bill Israel (2020). Jego singel z 2021 r. „Super Gremlin” zajął 5 miejsce na Hot 100 oraz pokrył się platyną w ciągu 2 miesięcy od publikacji.

## Wczesne życie
Kodak Black urodził się jako Dieuson Octave 11 czerwca 1997 r. W Pompano Beach na Florydzie, jako syn imigrantki z Haiti, Marcelene Octave. Później zmienił nazwisko na Bill K. Kapri. Kodak Black był wychowywany przez swoją matkę w Golden Acres, publicznym projekcie mieszkaniowym w Pompano Beach.
Kodak Black zaczął rapować w szkole podstawowej i zaczął chodzić po szkole do miejscowego trap house'a, aby nagrywać muzykę. Spędził młodość czytając tezaurusy i słowniki, aby poszerzyć swoje słownictwo. Kodak Black często brał udział w bójkach i włamaniach. Został wyrzucony ze szkoły w piątej klasie za bójki oraz został aresztowany za kradzież samochodów w gimnazjum. O swoim wychowaniu powiedział, że miał dwie możliwości: „sprzedawać narkotyki z bronią na biodrze lub rapować”.
Od szóstego roku życia Kodak Black używał przezwiska „Black”. Używał także przezwiska „Lil 'Black”. Kiedy założył konto na Instagramie, wybrał nazwę użytkownika „Kodak Black”. Ta nazwa później stała się jego pseudonimem scenicznym, kiedy zaczął rapować.

## Kariera

### 2009–2015: Początki i Project Baby
W 2009 roku, w wieku 12 lat, Kodak Black dołączył do grupy rapowej Brutal Youngnz, pod pseudonimem J-Black. Następnie dołączył do lokalnej grupy rapowej The Kolyons. W grudniu 2013 roku Kodak Black wydał swój pierwszy mixtape, Project Baby, a następnie w grudniu 2014 roku mixtape Heart of the Projects, a w grudniu 2015 roku mixtape Institution.
W październiku 2015 r. Kanadyjski raper Drake opublikował wideo, na którym tańczył do jednej z piosenek Kodaka Blacka „Skrt”, co pomogło mu zdobyć popularność. Pomimo sprzeciwu ze strony innych raperów, takich jak Earl Sweatshirt. W tym samym miesiącu podpisał kontrakt z Atlantic Records. W maju 2016 roku Kodak Black oraz raper i jego kolega z wytwórni Lil Uzi Vert ogłosili zamiar współpracy w ramach krajowej trasy koncertowej „Parental Advisory Tour”; jednak Kodak Black nie pojawił się na trasie.

#### 2016–2017: Wybicie się,Painting PicturesiProject Baby 2
W maju 2016 roku pojawił się na singlu rapera French Montana „Lockjaw” z jego mixtape'u MC4, który osiągnął pozycję 23 na liście Billboard Hot R&B/Hip-Hop Songs. W czerwcu 2016 wydał swój czwarty mixtape, Lil B.I.G. Pac, który stał się jego pierwszym mixtape'em na liście Billboard, osiągając 49 miejsce na liście „Top R&B/Hip-Hop Albums” i numer 17 na liście Heatseakers Albums.
W czerwcu 2016 roku Kodak Black znalazł się na liście „Freshman Class 2016” magazynu XXL.
W sierpniu 2016 roku Kodak Black został skrytykowany, kiedy ukazało się nagranie z sesji studyjnej, pokazujące, jak wyśmiewa ciemnoskóre czarne kobiety z tekstami, które sugerowały, że byłyby one mniej atrakcyjne niż kobiety o jasnej karnacji, co jest uważane za rodzaj mizoginii.
W 2016 roku Kodak Black wydał piosenkę „Can I”, kiedy był w więzieniu.
17 lutego 2017 roku Kodak Black wydał singiel „Tunnel Vision”. Piosenka zadebiutowała na 6 miejscu, stając się pierwszym hitem Kodaka w pierwszej dziesiątce na The Billboard Hot 100 i numerem 17 na kanadyjskim Hot 100.
31 marca 2017 roku Kodak Black wydał swój debiutancki album studyjny Painting Pictures. Album osiągnął 3 miejsce na liście Billboard 200 i sprzedał się w liczbie 71 000 egzemplarzy w pierwszym tygodniu, jest to rekord Kodaka. Omawiając uczestników XXL Freshman Class 2016, Lil Uzi Verta i Lil Yachty'ego, Kodak Black wywołał kontrowersje, kiedy obraził ich podczas prowadzenia transmisji na żywo na Instagramie. Lil Uzi Vert odpowiedział, że nie przejmował się zniewagą i nadal przyjaźni się z Kodakiem Blackiem. Wydał kontynuację do Project Baby, Project Baby 2, 18 sierpnia 2017 r. W listopadzie 2017 roku Kodak Black wydał wersję deluxe Project Baby 2 zatytułowaną Project Baby 2: All Grown Up. Singel z wersji deluxe „Codeine Dreaming” zajął 52 miejsce na liście Billboard Hot 100.

##### 2018 – 2020:Heart Break KodakiDying to Live
W styczniu 2018 roku Kodak Black został aresztowany po napadzie na jego dom na Florydzie. Kodak Black później wydał mixtape Heart Break Kodak w Walentynki.
14 grudnia 2018 roku Kodak Black wydał swój drugi album Dying to Live. Album był promowany przez udany singiel „ZEZE”, na którym wystąpili raperzy Travis Scott i Offset, a także przez piosenki „Take One”, „Calling My Spirit” i „If I'm Lyin ', I'm Flyin'”. Album zawierał także gościnnie występy raperów Lil Pumpa w "Gnarly", Juice WRLD-a w "MoshPit" i złożył hołd zmarłemu raperowi XXXTentacionowi. "ZEZE" zadebiutowało na 2. miejscu listy Hot 100, a następnie "Calling My Spirit", również z albumu, osiągnęło szczyt na 46 miejscu. Dying to Live jako album znajdował się na liście Billboard 200 przez 15 tygodni, a zadebiutował na 1. miejscu na jeden tydzień.
25 października 2019 roku Kodak Black wydał „Zombie” z NLE Choppa i DB Omerta. 14 lutego 2020 roku Kodak Black wydał „Because of You”, a następnie teledysk do tej piosenki. Kodak Black stwierdził następnie, że jeśli piosenka uzyska platynę do jego urodzin, to wyda album. W dniu 12 maja 2020 roku wydał singiel „Vultures Cry 2”, z udziałem WizDaWizarda i Mike'a Smiffa. 11 listopada 2020 roku podczas pobytu w więzieniu wydał album zatytułowany Bill Israel.

###### 2021: Działalność po opuszczeniu więzienia
23 stycznia 2021 roku wydał singiel „Last Day In”, w którym rapuje o zwolnieniu z więzienia dzięki ułaskawieniu przez ówczesnego prezydenta USA Donalda Trumpa. Wydał singel „Every Balmain” 6 lutego 2021 r. 19 lutego pojawił się na singlu Lil Yachty'ego, „Hit Bout It”, który został wydany wraz z teledyskiem. W dniu 5 marca 2021 roku pojawił się gościnnie w piosence „Thugged Out” od YNW Melly'ego, który przebywa w więzieniu. 26 marca razem z gościnnymi udziałami Sykoboba, WizdaWizarda i Wam SpinThaBin wydał utwór „Righteous Reapers”. 4 kwietnia z okazji świąt Wielkanocnych wydał piosenkę „Easter in Miami” wraz z teledyskiem. 29 kwietnia 2021 r. ukazał się teledysk do wspólnej piosenki Kodaka z YNW Mellym o nazwie „Thugged Out”, na początku teledysku można zobaczyć rozmowę Kodaka z Mellym przez telefon. W teledysku występują cameo m.in.: raper Hotboii oraz raper i piosenkarz YNW BSlime, który jest młodszym bratem YNW Melly'ego. 8 maja wydał piosenkę „Rip Stick” z raperami Syko Bob i Pooh Shiestym z którym wcześniej miał internetowy konflikt. 14 maja 2021 r. wydał EP Haitian Boy Kodak. 11 czerwca z okazji 24 urodzin Blacka, wydał on projekt Happy Birthday Kodak zawierający 4 utwory. 18 czerwca Kodak wydał utwór Falling Over (Tribute to XXXTentacion) w którym składa hołd zmarłemu w 2018 r. raperowi XXXTentacionowi. 19 lipca wydał singel „Senseless”. 26 lipca pojawił się gościnne w utworze "Grah Tah Tah" od Tory Laneza. 6 sierpnia wydaje kolejny singel „Before I Go” wraz z Rod Wave'em. Utwór zajmuje 91 miejsce na liście Billboard Hot 100 i 33 na liście Hot R&B/Hip-Hop Songs. 28 sierpnia wydaje specjalny projekt Before The Album. 10 października Black publikuje singel „Killing The Rats”. 30 października 2021 r. jego kolektyw Sniper Gang wydaje album Nightmare Babies. 1 listopada Kodak publikuje teledysk do utworu „Super Gremlin”. „Super Gremlin” stanął się kolejnym hitem Kodaka. Aron A. z portalu HotNewHipHop zauważył, jak fani chwalili piosenkę „jako powrót do formy” Blacka. Jon Powell z portalu Revolt nazwał piosenkę wyróżniającą się na tle innych utworów z projektu Nightmare Babies. Utwór zajął 20 miejsce na liście Billboard Hot 100, 2 na liście Hot R&B/Hip-Hop Songs oraz 57 na Canadian Hot 100. 2 grudnia wydał singel „Closure”. 15 grudnia ukazał się kolejny singel „Love & War”. 25 grudnia wraz z teledyskiem wydał utwór „Nightmare Before Christmas”. „Super Gremlin” stał się sensacją na całym świecie i później dotarł do 6 pozycji na liście Hot 100 oraz 1 na Hot R&B/Hip-Hop Songs. Utwór pokrył się platyną w ciągu 2 miesięcy od publikacji. 18 stycznia 2022 r. piosenka uplasowała się na 5 miejscu na Hot 100. 9 lutego 2022 r. raper zapowiedział kolejny album studyjny, Back For Everything. 22 lutego opublikował teledysk do singla „I Wish”. 25 lutego ukazał się album Back For Everything.

## Styl muzyczny
Muzyka Kodaka Blacka często opowiada o „poprzednich i przyszłych występkach przestępczych”, a on sam stwierdził, że był pod wpływem raperów Boosie Badazz i Chief Keef.
W 2016 roku The Fader napisał, że Kodak „wyartykułował ciągły stan niedoli, który może oznaczać życie w ubogim środowisku. Dokonuje inteligentnych emocjonalnie obserwacji w sposób przypominający nastoletnich artystów lat 90., takich jak Mobb Deep i Lil Wayne.
Kodak Black był często opisywany jako mumble raper.

## Życie prywatne
W 2014 roku Kodak Black oświadczył, że pracuje nad uzyskaniem matury w Blanche Ely High School w Pompano Beach.
Podczas pobytu w więzieniu Kodak Black zaczął identyfikować się jako hebrajski Izraelita dzięki księdzu, który prowadzi służbę więzienną, studiował z nim pisma święte. Później złożył wniosek o zmianę nazwiska na Bill Kahan Blanco, przy czym Kahan miał być alternatywną pisownią kohen, terminu używanego w judaizmie w odniesieniu do kapłanów, którzy pochodzą od proroka Aarona, brata Mojżesza. W dniu 2 maja 2018 r. Legalnie zmienił nazwisko z „Dieuson Octave” na „Bill K. Kapri”.
W czerwcu 2018 roku Kodak Black zdał w więzieniu egzamin GED.
Kapri ma syna ze swoją byłą partnerką Jammiah Broomfield. Black spodziewa się drugiego dziecka.

### Filantropia
1 października 2018 roku firma Kodaka przekazała 10 000 dolarów na rzecz ośrodka Jack and Jill Children's Centre, który zapewnia wczesną edukację dzieci. W listopadzie 2018 roku Kodak Black ogłosił, że buduje szkołę na Haiti.
20 grudnia 2018 roku firma Kodaka przekazała wystarczającą ilość pieniędzy na rzecz Paradise Childcare w Broward County na Florydzie, aby zapewnić prezenty dla 150 dzieci w okolicy. Ponadto przekazał również 5000 dolarów na coroczne przyjęcie bożonarodzeniowe organizacji.
Pod koniec 2018 roku przekazał 2500 dolarów rodzinie policjanta Terrence'a Carrawaya z Karoliny Południowej, który zginął w strzelaninie na służbie. 3 maja 2019 roku Kodak Black przekazał 12,500 dolarów dziewczynce o imieniu Paige Cook, a celem dziewczynki było przekazanie ołówków i zeszytów wszystkim 7600 uczniom w Cleburne Independent School District w Teksasie, dzielnicy o niskich dochodach. W 2018 roku Paige zebrała wystarczająco dużo pieniędzy, aby kupić ponad 40 000 ołówków.
W następstwie strzelaniny w Kolorado w 2019 r. prawnik Kodaka Blacka skontaktował się z rodziną Kendricka Raya Castillo, który został zastrzelony po rzuceniu się na napastnika 11 maja i zaproponował, że zapłaci za pogrzeb Castillo i odłożył roczne stypendium w wysokości 10 000 dolarów dla każdego studenta, który chce iść na studia ścisłe lub techniczne. Jego prawnik stwierdził, że rodzina jeszcze nie odpowiedziała.
Kodak rzekomo przekazał także 50 000 dolarów Gekyume'owi, synowi zmarłego rapera i jego współpracownika XXXTentaciona. Kodak i XXXTentacion byli przyjaciółmi aż do jego morderstwa w 2018 roku.
10 lutego 2021 roku Kodak Black zaoferował opłacenie czesnego za dzieci dwóch agentów FBI, którzy zginęli w strzelaninie 2 lutego 2021 roku. Kodak wysłał specjalny list do wydziału FBI w Miami, w którym napisał, „chce mieć pewność, że rodziny agentów nie będą musiały martwić się o opłacenie studiów w przyszłości”. 8 września 2021 r. Black przekazał 20 tysięcy dolarów rodzinie zmarłej w wyniku zakażenia COVID-19 Jennifer Sepot. 26 października Kodak Black zorganizował w Miami imprezę dla kobiet z rakiem, na której rozdano m.in.: peruki i gotówkę.

## Kontrowersje
W styczniu 2017 roku Kodak Black wyemitował wideo na żywo na Instagramie, w którym przebywa w pokoju hotelowym w Waszyngtonie z kilkoma innymi mężczyznami, podczas gdy samotna kobieta uprawiała z nimi seks oralny. Konto Kodaka na Instagramie osiągnęło rekordowy poziom podczas transmisji. Raper zamieścił później na Twitterze wiadomość o tym incydencie: „Gdybym mógł to zmienić, przysięgam, że zrobiłbym to ... Próbowałem wszystkiego, ale jestem taki okropny.” W czerwcu 2017 roku napisał na Instagramie, że woli kobiety o jasnej karnacji niż te o ciemnej karnacji. Stwierdził również w wywiadzie, że aktorka Keke Palmer była „hetero”, ale „tak naprawdę nie lubi takich czarnych dziewczyn”. Niektórzy użytkownicy Twittera odpowiedzieli negatywnie, prowokując Kodaka do usunięcia zarówno swoich kont na Instagramie, jak i Twitterze. Kodak Black stwierdził również, że kobiety o jasnej karnacji są łatwiejsze do złamania, czarne kobiety są „zbyt rynsztokowe”, a on nie lubi własnej karnacji skóry.
22 grudnia 2021 r. Black upublicznił zdjęcie przedstawiające jego samego wraz z jego 6 letnim synem naprzeciw kobiety wykonującej erotyczny taniec. Post wywołał kontrowersje w mediach społecznościowych. 12 lutego 2022 r. Kodak Black został postrzelony podczas bójki przed restauracją w Los Angeles.

### Lauren London
W kwietniu 2019 roku wzbudził kontrowersje, kiedy zaproponował, że „zaczeka” na stosunki seksualne z Lauren London, dziewczyną zmarłego rapera Nipsey Hussle, który został zastrzelony kilka dni wcześniej. Kodak Black powiedział, że „dałby jej cały rok”, gdyby „potrzebowała całego roku, żeby płakać i srać dla niego”. Otrzymał natychmiastową reakcję na te komentarze. Justin Credible, DJ stacji radiowej Power 106, ogłosił, że stacja będzie bojkotować muzykę Kodaka Blacka. Credible powiedział: „Stoimy z rodziną Nipsey Hussle i jesteśmy zbulwersowani lekceważącymi i kiepskimi komentarzami Kodaka Blacka”. Inni raperzy T.I. i The Game również odpowiedzieli. 7 kwietnia Kodak Black odpowiedział, mówiąc: „Jeśli nie szanowałem cię Lauren London w jakimkolwiek kształcie lub formie, przykro mi. Mimo że tego nie zrobiłem”.

#### Pobyt i opuszczenie więzienia
Podczas pobytu w więzieniu w 2020 roku miano się nad nim rzekomo znęcać psychicznie i fizycznie. Według Kodaka był on bity i torturowany przez funkcjonariuszy więziennych, ostatecznie Black pozwał więzienie w Inez w stanie Kentucky. Podczas odbywania kary zaatakował strażnika więziennego oraz wdał się w bójkę z innymi więźniami.
Po opuszczeniu więzienia w styczniu 2021 r. W Internecie pojawiła się teoria, która twierdziła, że Kodak Black został sklonowany, ostatecznie Black zaprzeczył tym plotkom.
4 kwietnia 2021 r. Po występie na CULTUR3 FEST brał udział w strzelaninie, napastnik miał podjechać do Blacka samochodem i otworzyć ogień. W zamachu ucierpiał ochroniarz Kodaka.

##### Hennessy Carolina
W maju 2021 r. Na swojej relacji na Instagramie zamieścił post w którym opowiadał o tym jakie chciałby mieć stosunki seksualne z Hennessy Caroliną, która jest siostrą raperki Cardi B. Użytkownicy Twittera zaczęli bojkotować wpis Blacka. Na jaw wyszło też, że Kodak miał w październiku 2018 r. prosić Cardi B o przekonanie Caroliny do związania się z nim, w tym samym miesiącu obrażał rapera Kanye Westa i namawiał jego żonę Kim Kardashian do zostawienia Westa.

###### Pooh Shiesty
Od marca do maja 2021 r. prowadził konflikt internetowy z raperem Pooh Shiestym, Shiesty obraził Kodaka na Instagramie i stwierdził, że „stracił do niego resztki szacunku” po tym jak Black oskarżył innego rapera, Lil Baby'ego, o kopiowanie jego stylu „chwalenia się pieniędzmi”. Obaj raperzy później często się obrażali w mediach społecznościowych. Ostatecznie w maju 2021 roku artyści pogodzili się i wydali razem piosenkę „Rip Stick”.

## Problemy prawne

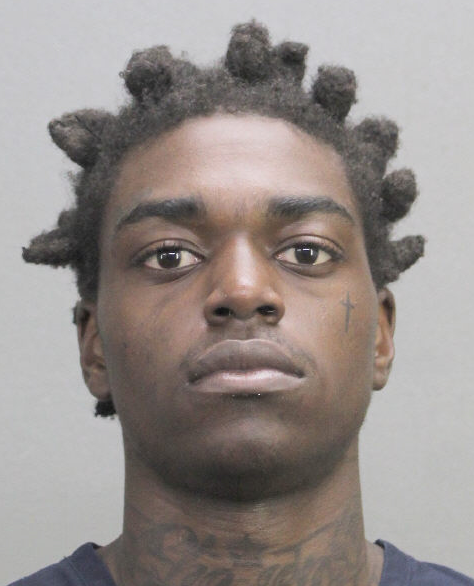
Kodak Black podczas aresztowania w maju 2016 roku

### 2015–2017
Kodak Black był umieszczany w ośrodku dla nieletnich trzy razy w ciągu jednego roku, a następnie został skazany w zawieszeniu.
W październiku 2015 roku został aresztowany w Pompano Beach i oskarżony o napad, pobicie, fałszywe uwięzienie dziecka i posiadanie konopi indyjskich. Został później zwolniony.
W kwietniu 2016 roku Kodak Black został aresztowany w Hallandale Beach na Florydzie i oskarżony o posiadanie broni przez skazanego przestępcę, posiadanie marihuany i ucieczkę przed funkcjonariuszami.
W następnym miesiącu, maju 2016 roku, został aresztowany w Broward County na Florydzie i oskarżony o napad z bronią w ręku. Został zatrzymany w areszcie.
W sierpniu 2016 roku wystąpił w sądzie w Fort Lauderdale na Florydzie. W sądzie było kilku dyrektorów Atlantic Records; wiceprezes Michael Kushner skomentował: „Black ma świetlaną przyszłość jako artysta nagrywający”. Kodak Black nie wniósł sprzeciwu wobec wszystkich zarzutów i na mocy ugody miał zostać osadzony w areszcie domowym na rok, mieć pięć lat w zawieszeniu, w razie potrzeby wykonywać prace społeczne i brać udział w zajęciach z opanowywania gniewu. Miałby również pozwolenie na międzynarodowe tournee. Przed jego zwolnieniem z więzienia Broward Main Jail policja odkryła dwa zaległe nakazy karne, pierwszy z Florencji w Południowej Karolinie, drugi z hrabstwa St. Lucie na Florydzie, w którym stwierdzono dwa zarzuty posiadania marihuany. Kodak Black nie został zwolniony z więzienia.
We wrześniu 2016 roku Kodak Black nie wniósł sprzeciwu wobec dwóch zarzutów o wykroczenia i został skazany na cztery miesiące więzienia. Czas spędzony w areszcie w oczekiwaniu na proces został uznany za czas odbywania kary i musiał odbyć karę tylko 120 dni. Został również zawieszony w prowadzeniu pojazdu przez rok.
Kodak Black został zwolniony z więzienia na Florydzie, a następnie przewieziony do Florencji w Południowej Karolinie, gdzie miał stanąć w obliczu zarzutów o napaść na tle seksualnym. Według ofiary, która zgłosiła incydent swojej szkolnej pielęgniarce, w lutym 2016 uczestniczyła w koncercie Kodaka Blacka w „Treasure City” we Florencji, po czym odprowadziła go do jego pokoju hotelowego, gdzie rzekomo powiedział jej „nie mogę się powstrzymać”, kiedy zdzierał z niej ubranie, wielokrotnie ją gryzł i gwałcił, gdy wołała o pomoc. Kodak Black został zwolniony z aresztu w Karolinie Południowej 1 grudnia 2016 r. Po wpłaceniu 100 000 dolarów obligacji, ale wrócił do sądu 8 lutego 2017 r. W lutym 2017 roku Kodak Black został ponownie aresztowany za naruszenie warunków zawieszenia. Był przetrzymywany bez kaucji, a jego trasa muzyczna została przełożona.
W kwietniu 2017 roku Kodak Black został postawiony w stan oskarżenia przez wielką ławę przysięgłych w Karolinie Południowej i miał stanąć przed sądem w kwietniu 2019 roku we Florencji w Karolinie Południowej pod zarzutem przestępstw seksualnych pierwszego stopnia. Zostało to później przełożone. Również w kwietniu 2017 roku pojawił się w sądzie na Florydzie, gdzie jego doradca ds. Zarządzania gniewem, Ramona Sanchez, mówiła o tym, jak przeszkadzał jej w zajęciach. Sanchez powiedziała, że ciągle odbijał się podczas jej zajęć, a kiedy został poproszony o wyjście, odmówił. Kiedy Sanchez zagroził, że zadzwoni pod numer 911, złapał jej telefon i nadgarstek. Doradca zalecił, aby Kodak Black uczestniczył w terapii indywidualnej zamiast terapii grupowej.
W dniu 4 maja 2017 roku został skazany za naruszenie jego aresztu domowego na 364 dni w więzieniu Broward County, z możliwością wcześniejszego zwolnienia, jeśli ukończy kurs umiejętności życiowych. Został zwolniony 5 czerwca 2017 r. Pozostanie w areszcie domowym przez rok i pięć lat w zawieszeniu.

#### 2018 – obecnie
Kodak Black został aresztowany w swoim domu w Pembroke Pines na Florydzie w styczniu 2018 r. Pod wieloma zarzutami wynikającymi z transmisji na żywo na Instagramie, pokazującej, jak pali marihuanę i trzyma broń wokół małego dziecka. Początkowo stanął w obliczu siedmiu zarzutów przestępstwa, w tym zaniedbania dzieci, kradzieży broni palnej, posiadania broni przez skazanego i posiadania marihuany. 22 lutego 2018 r. Trzy zarzuty przeciwko Kodakowi zostały wycofane, a on nie przyznał się do winy pozostałym dwóm. 17 kwietnia nie przyznał się do pozostałych zarzutów, posiadania broni palnej przez skazanego przestępcę oraz posiadania marihuany i został skazany na 364 dni więzienia z zaliczeniem za odbytą karę. Został zwolniony 18 sierpnia 2018 r.
Podczas podróży po południowo-wschodniej części południowego wschodu prokurator Południowej Karoliny ogłosił, że Kodak Black będzie sądzony za przestępcze zachowania seksualne pierwszego stopnia za gwałt w lutym 2016 r. Prokurator powiedział, że latem lub wczesną jesienią Kodak Black będzie musiał wrócić do Karoliny Południowej i stanąć przed sądem. Stwierdzili, że grozi mu maksymalnie 30 lat więzienia. Biuro prokuratora stwierdziło, że ofiara nie była niepełnoletnia w chwili zarzucanego gwałtu. Proces nie został jeszcze zrealizowany, a Kodak Black wciąż oczekuje na proces za zarzut.
5 kwietnia 2019 roku promotor koncertowy złożył pozew przeciwko Kodakowi Blackowi za nieobecność na jego koncertach. Nicholas Fitts - promotor - twierdzi, że Kodak Black był umownie zobowiązany do wystąpienia dla niego 3 marca 2017 roku w Nowym Jorku, ale nie pojawił się. Następnie Fitts przełożył go na kwiecień 2017, a Kodak Black nie pojawił się ponownie. Potem, na trzecim koncercie, Kodak Black po raz kolejny nie pojawił się. Fitts stwierdził, że incydent spowodował straty w wysokości ponad 500 000 dolarów i zaszkodził jego reputacji. Jego pozew dotyczył ponad 500 000 dolarów.
Podczas próby ponownego wjazdu do Stanów Zjednoczonych z Kanady 17 kwietnia 2019 r. Kodak Black został aresztowany przez służby celne i graniczne Stanów Zjednoczonych po tym, jak służby graniczne znalazły w jego samochodzie marihuanę i glocka. Został oskarżony o posiadanie broni trzeciego stopnia i nielegalne posiadanie marihuany. Kaucja została ustalona na 40 000 lub 20 000 $, został zwolniony 18 czerwca. W wyniku aresztowania, występ w Bostonie i występ w Connecticut został odwołany.
24 kwietnia 2019 r., podczas trasy koncertowej, urzędnicy z Federalnego Biura Śledczego i policji miejskiej weszli i przeszukali jeden z autobusów wycieczkowych Kodaka Blacka zaparkowanych na miejscu. Podczas gdy Kodaka nie było w pojeździe w tym czasie, FBI znalazło w pojeździe broń i zatrzymało kilku członków ekipy Kodaka. Podobno FBI próbowało wejść do klubu, w którym występował Kodak Black, ale właściciel odmówił wejścia. TMZ stwierdziło, że „nie jest jasne”, czy autobus był faktycznie własnością Kodaka Blacka. Nastąpiło to tydzień po jego aresztowaniu na granicy USA i Kanady. Stwierdzono, że sam Kodak Black nie miał kłopotów z egzekwowaniem prawa.
11 maja 2019 roku, podczas przygotowań do występu na Rolling Loud Miami, Kodak Black został aresztowany pod zarzutem posiadania broni palnej, zanim mógł wystąpić. Został aresztowany przez policję w Miami i funkcjonariuszy federalnych i postawiono mu zarzuty stanowe i federalne. To było prawie miesiąc po tym, jak został aresztowany podczas wjazdu do Stanów Zjednoczonych z Kanady. Kodak Black został oskarżony o dwa zarzuty złożenia fałszywego oświadczenia na rządowym formularzu ze stycznia 2019 r., Kiedy skłamał na formularzu podczas próby zakupu broni palnej. Przyznano mu kaucję, po czym został zwolniony. Podobno grozi mu do 10 lat więzienia za zarzuty. Kodak nie przyznaje się do winy, jednak prokuratorzy federalni próbują cofnąć kaucję Kodaka Blacka, wskazując na popełnione w przeszłości brutalne przestępstwa, takie jak incydent z porwaniem samochodu w 2012 r. oraz strzelaniny w marcu. Nowe aresztowanie może również spowodować unieważnienie jego kaucji w sprawie gwałtu w Karolinie Południowej w 2016 roku. Prokuratorzy federalni stwierdzili, że jest on zagrożeniem dla społeczeństwa ze względu na jego długą historię przestępstw, a także wielokrotne łamanie przepisów dotyczących okresu próbnego. Adwokat Kodaka Blacka oświadczył, że dobrowolnie zgłosił się po usłyszeniu nakazu i nie stanowi zagrożenia dla społeczeństwa ze względu na brak przemocy w jego zachowaniu. TMZ poinformowało 13 listopada 2019 r., że Kodak Black poszedł na ugodę i został skazany na 46 miesięcy więzienia, drastycznie krótszy wyrok niż 96 miesięcy, które sądy rozważały z powodu tego że raper był zamieszany w walkę podczas pobytu w więzieniu, która wiązała się z obrażeniami strażnika więziennego.
11 marca 2020 roku Kodak Black przyznaje się do winy w sprawie posiadania broni palnej, o którą został oskarżony po tym, jak został zatrzymany na granicy kanadyjsko-amerykańskiej. Data wyroku została ustalona na 24 marca, sąd rozważa od 2 do 7 lat więzienia, które będą obowiązywać równolegle z 46-miesięcznym wyrokiem za kłamstwo w federalnych papierach.
Od czerwca 2020 roku do stycznia 2021 roku Kodak Black odsiadywał wyrok federalny w więzieniu o zaostrzonym rygorze w Inez w stanie Kentucky w Stanach Zjednoczonych. W październiku 2020 roku Kodak Black został przeniesiony do więzienia w Thomson.
19 stycznia 2021 r. ówczesny prezydent USA Donald Trump złagodził wyrok Kodaka Blacka za wyrok skazujący go w 2020 r. Kodak Black nadal jest oskarżony o przestępstwo seksualne we Florencji w Południowej Karolinie.
W kwietniu 2021 r. został skazany za gwałt z 2016 roku na karę 10 lat pozbawienia wolności w zawieszeniu i 18 miesięczny nadzór kuratorski.
1 stycznia 2022 r. został aresztowany w Broward County na Florydzie i oskarżony o wtargnięcie, według lokalnych raportów.

## Dyskografia

### Albumy studyjne
- Painting Pictures (2017)
- Dying to Live (2018)
- Bill Israel (2020)
- Back For Everything (2022)

#### Mixtapey
- Project Baby (2013)
- Heart of the Projects (2014)
- Institution (2015)
- Lil B.I.G Pac (2016)
- Project Baby 2 (2017)
- F.E.M.A z Plies (2017)[165]
- Heart Break Kodak (2018)

## Trasy koncertowe
- Dying to Live Tour (2019)[166]